# TMNT (Game Boy Advance)
TMNT is een beat 'em up computerspel ontworpen door Ubisoft Montreal en uitgebracht door Ubisoft voor de Game Boy Advance. Het spel is gebaseerd op de film TMNT en draait geheel om de Teenage Mutant Ninja Turtles. Het spel kwam het eerst uit in Noord-Amerika op 20 maart 2007, vervolgens in Australië op 22 maart 2007 en ten slotte in Europa op 23 maart 2007.
Het spel werd ook uitgebracht voor de Xbox 360, Wii, PlayStation 2, GameCube, PC, Nintendo DS, en PlayStation Portable.

## Ontvangst
Het spel heeft van de critici veel erkenning gekregen. Graig Harris van IGN zei zelfs "it's easily one of the best brawling games I've played in years."
Scores die TMNT voor de GBA heeft gekregen
| Critici        | Score  |
| -------------- | ------ |
| IGN            | 8.5/10 |
| Game Spy       | 4.5/5  |
| Game Daily     | 8/10   |
| PALGN          | 8/10   |
| Nintendo Power | 7/10   |

## Personages
Raphael draagt een rode bandana en gebruikt twee Sai als wapens.
Donatello draagt een paarse bandana en gebruikt een Bō staf als wapen.
Leonardo draagt een blauwe bandana en gebruikt twee zwaarden.
Michelangelo draagt een oranje bandana en gebruikt twee nunchakus.